# Sylvie Testud

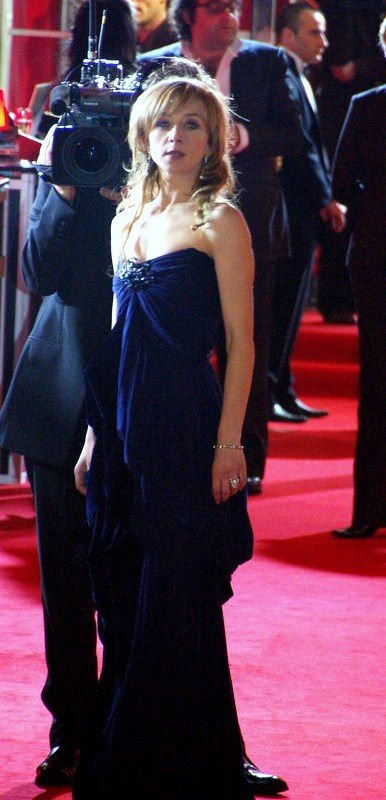
Sylvie Testud. Justo detrás de ella, un camarógrafo filmando.

Sylvie Testud (Lyon, 17 de enero de 1971) es una escritora y actriz francesa de cine y teatro.

## Biografía
Nació en el seno de una familia de origen italiano; su madre era contable. Pasó su infancia y adolescencia en el barrio la Croix-Rousse de Lyon. 
Con 14 años, al ver a Charlotte Gainsbourg en L'Effrontée de Claude Miller, sintió que tenía que ser actriz y siguió unos cursos de teatro con el actor y director Christian Taponard.
En 1989, se va a París para comenzar la licenciatura de historia y seguir con el arte dramático y en 1991 comienza a hacer pequeños papeles en películas como Carne de Gaspard Noé, L'histoire du garçon qui voulait qu'on l'embrasse de Philippe Harel en 1994, Le plus bel âge de Didier Haudepin en 1995, Love, etc. de Marion Vernoux en 1996. 
Pero el gran éxito le llega en 1997 con la película alemana Jenseits der Stille de Caroline Link, para la que tuvo que aprender alemán, lengua de señas y clarinete y que le valió el premio a la mejor actriz del cine alemán. 
Después siguió cosechando éxitos en el cine francés, como Karnaval, de Thomas Vincent y La Captive de Chantal Akerman (adaptación de la novela La Prisonnière de Marcel Proust) que le valió una nominación al César a la mejor actriz y el premio a la mejor actriz europea de la Academia de Cine Europeo. 
En 2001 su interpretación de una de las hermanas Papin en Les blessures assassines de Jean-Pierre Denis le supuso un César a la Mejor Actriz por su interpretación de esta joven encerrada en casa, psicótico-paranoide que se vio envuelta con su hermana en el asesinato de su jefa. 
En 2003 publica su biografía (Il n'y a pas beaucoup d'étoiles ce soir) y en 2004 su papel en la película Stupeur et tremblements de Alain Corneau, adaptación de la novela de Amélie Nothomb, le valió el César y el Premio Louis Lumière a la Mejor Actriz.
El 15 de febrero de 2005 dio a luz a su hijo Ruben y en 2007, apoyó a Ségolène Royal en las elecciones presidenciales. 

## Premios
- 1997: Premio a la mejor actriz del cine alemán por Jenseits der Stille de Caroline Link.
- 2000: Nominada al César du meilleur espoir féminin y al Prix Michel Simon por Karnaval de Thomas Vincent.
- 2000: Nominada al César de la meilleure actrice por La Captive de Chantal Akerman.
- 2001: César du meilleur jeune espoir féminin por Les blessures assassines de Jean-Pierre Denis.
- 2004: César de la meilleure actrice, Prix Lumière de la meilleure actrice, Étoile d'Or du premier rôle féminin por Stupeur et tremblements de Alain Corneau.
- 2004: Étoile d'or du premier rôle féminin, por Stupeur et tremblements, de Alain Corneau.

## Filmografía parcial
- 1996: La voz del silencio/Más allá del silencio (Jenseits der Stille) de Caroline Link.
- 1998: Karnaval de Thomas Vincent.
- 2000: Les Blessures assassines de Jean-Pierre Denis.
- 2001: The Château de Jesse Peretz.
- 2001: Je rentre à la maison de Manoel de Oliveira.
- 2002: Der Gläserne Blick de Markus Heltschl.
- 2002: Jedermanns Fest de Fritz Lehner.
- 2002: Un moment de bonheur de Antoine Santana.
- 2002: Les Femmes... ou les enfants d'abord... de Manuel Poirier.
- 2002: Tangos volés de Eduardo de Gregorio.
- 2002: Aime ton père de Jacob Berger.
- 2002: Vivre me tue de Jean-Pierre Sinapi.
- 2003: Stupeur et tremblements de Alain Corneau.
- 2003: Filles uniques de Pierre Jolivet.
- 2003: Dédales de René Manzor.
- 2004: Demain on déménage de Chantal Akerman.
- 2004: Tout pour l'oseille de Bertrand Van Effenterre.
- 2004: Cause toujours ! de Jeanne Labrune.
- 2004: Victoire de Stéphanie Murat.
- 2004: Les Mots bleus de Alain Corneau.
- 2005: La vie est à nous! de Gérard Krawczyk.
- 2006: La Môme de Olivier Dahan.
- 2009: Lourdes de Jessica Hausner.
- 2010: La rafle (La redada) de Roselyne Bosch.
- 2018: Germanized
- 2018: Insumisas

## Novelas
- 2003: Il n'y a pas beaucoup d'étoiles ce soir - Autobiografía - Editions Pauvert
- 2005: Le ciel t'aidera - Editions Fayard
- 2006: Gamines - Editions Fayard